# Antalffy Albert
Antalffy Albert (Mohács, 1924. április 24. – Budapest, 2013. május 9.) magyar operaénekes (basszus), tanár. Vezetéknévváltozata Antalffy-Zsiross. 

## Élete
Antalffy Albert 1952-ben szerzett diplomát a Liszt Ferenc Zeneművészeti Főiskolán. Diákévei alatt a Magyar Rádió kórusában énekelt. Vezető tanára Révhegyi Olga volt. 1951–1981 között a Magyar Állami Operaház tagja volt. 1970-től egy mödlingi zeneiskolában tanított. Oratóriumokat is énekelt.

## Repertoárja (válogatás)
- Ludwig van Beethoven: Fidelio – Rocco
- Wolfgang Amadeus Mozart: Figaro házassága – Bartolo
- Giacomo Puccini:
  - Bohémélet – Colin
  - Turandot – Timur
- Giuseppe Verdi: Don Carlos – V. Károly; Fülöp király; főinkvizítor
- Richard Wagner:
  - A bolygó hollandi – Daland
  - Tannhäuser – Hermann

## Kiválasztott tanítványa
- Bretz Gábor

## Fordítás
- Ez a szócikk részben vagy egészben  az   Albert Antalffy című eszperantó Wikipédia-szócikk ezen változatának fordításán alapul.  Az eredeti cikk szerkesztőit annak laptörténete sorolja fel. Ez a jelzés csupán a megfogalmazás eredetét és a szerzői jogokat jelzi, nem szolgál a cikkben szereplő információk forrásmegjelöléseként.